# ألتانا
ألتانا أيه جي (على غرار ألتانا) هي شركة كيميائية ألمانية مقرها في فيزل. أنشئت في عام 1977 من خلال الأقسام المنبثقة من مجموعة فارتا. أول رئيس تنفيذي للشركة كان هربرت كوانت .
تمتلك مجموعة ألتانا 48 منشأة إنتاج 65 معمل خدمة وبحثًا في جميع أنحاء العالم. حققت الشركة، التي يعمل بها أكثر من 6500 موظف، في عام 2020 إيرادات بلغت حوالي 2.2 مليار يورو.

## روابط خارجية
- موقع شركة Altana AG
- تقرير عن سنة العمل 2013 ، Altana AG